# Калениченко, Лука Петрович
Лу́ка Петро́вич Калениченко (20 февраля 1898 года, Карловка-5 августа 1968, Киев) — советский художник, искусствовед и реставратор. Заместитель директора по научной части Института искусствоведения, фольклора и этнографии. Член Союза художников Украины (1938). Лауреат архитектурной премии И. В. Моргилевского (1993).

## Биография
Родился 20 февраля 1898 года в городе Карловка. В 1918 году окончил Миргородскую художественно-промышленную школу. С 1931 года работал в музейно-искусствоведческом отделе Киевского художественного института.

## Реставрационные проекты
- Владимирский собор (1946—1952)[3];
- Кирилловская церковь (1950);
- Андреевская церковь (1951—1952);
- Софийский собор (1952—1968)[4].

## Публикации
- «Олексій Шовкуненко». — К., 1947.
- «Реставрація древніх стінописів Софії Київської». — К., 1958.